# Julio Cedillo
Julio César Cedillo (Durango, 1 de enero de 1970) es un actor de cine y televisión mexicano conocido por sus papeles en NCIS: New Orleans (2015), Cowboys & Aliens (2011), Bordertown (2006), Los tres entierros de Melquiades Estrada (2005) y Sicario (2015).

## Biografía
Julio Cedillo nació en el año de 1970 en Durango, México, pero cuando tenía cuatro años, él y su familia se mudaron a Estados Unidos, pasó su infancia entre Chihuahua (México) y Fort Worth (Texas). Cuando no sabía leer ni escribir utilizó la televisión como profesor, se pegaba a la televisión e imitaba todo lo que veía. En 1988 se graduó de la Dunbar High School.

## Trayectoria
Entre sus largometrajes se encuentran On the Borderline con R. Lee Ermey, Todos los caballos bellos de Billy Bob Trotón, La vida de David Gale con Alan Parker, el clásico de Luke Wilson y Owen Wilson, Ladrón que roba a ladrón, también ha participado en Wishbone como Travis Del Rio, Two for Texas con Kris Kristofferson y junto a Colin Black e The Legend of Cadillac Jack, además tendrá participación en la película del 2015 Sicario junto a Benicio del Toro, Josh Brolin y Emily Blunt.

## Filmografía
- Finding the Way Home (1991) - Hector
- Dangerous Curves (1992) - Rudy Escobeda
- Linda, loca y peligrosa (1993) - Officer Sanchez
- Ladrón que roba a ladrón (1996) - Persona fuera del Bar
- Rupan sansei: Towairaito Jemini no himitsu (1996) - Capitán (voz en inglés)
- Rough Riders (1997) - Gen Toral
- Two for Texas (1998) - Lietenant Herrera
- Wishbone's Dog Days of the West (1998) - Travis Del Rio
- Still Holding On: The Legend of Cadillac Jack (1998) - Nestor
- Logan's War: Bound by Honor (1998)  -Ranger #1
- Sin motivo aparente (1999) - Patrolman at pool
- Wishbone (1996 -1999) - Travis Del Rio
- Walker, Texas Ranger (1995 -1999) - Ernesto Lopez
- All the Pretty Horses (2000) - Campesino
- Apuros en la frontera (2001) - Hilario
- El Novato (2002) - Relief Pitcher #3
- The Anarchist CookBook (2002) - Santa Ana
- Serving Sara (2002) - Miami Marriott Hotel Clerk
- The Terminator: Dawn of Fate (Videojuego, 2002) - Kyle Reese/Capitán Gabriel Stone (Voz)
- The Life of David Gale (2003) - Oficial Ramírez
- The Alamo (2004) - General Cos' Messenger
- Los tres entierros de Melquiades Estrada (2005) - Melquiades Estrada
- Bordertown (2006) - Julio
- Killing Down (2006) - Oscar Perez
- The Mist (2007) - Padre
- The Fragility of Seconds (2008) - Martin Dominguez
- Wire in the Blood (2008) - Luis Borgos
- Prison Break (2008) - General Mestas
- The Bookie (2008) - Don Julio
- En el centro de la tormenta (2009) - Cholo Manelli
- Drop Dead Diva (2009) - A.D.A Sanchez
- Borderlands (Videojuego, 2009) - Mordecai (Voz)
- Exposed (2010) - Carlos Aguilar
- The Good Guys (2010) - Carson
- Chase (2010) - Fernie
- All She Can (2011) - Coach Chapa
- Duke Nukem Forever (Videojuego, 2011) - El Presidente
- Cowboys & Aliens (2011) - Bronc
- The Walking Dead (2012) - Lt. Welles
- Line of Duty (2013) - Detective Rodriguez
- Dreamer (2013) - Lupe
- Frontera (2014) - Ramon/Main Coyote
- The Bridge (2014) - Franco
- Sicario (2015) - Fausto Alarcón[6]
- Pocha: Manifest Destiny (2015)
- NCIS: New Orleans (2015) - Edgar Baco
- Narcos: México (2018 - 2021) - Comandante Guillermo González Calderoni
- A Million Miles Away (2023) - Salvador Hernández[7]